# Oscuramento

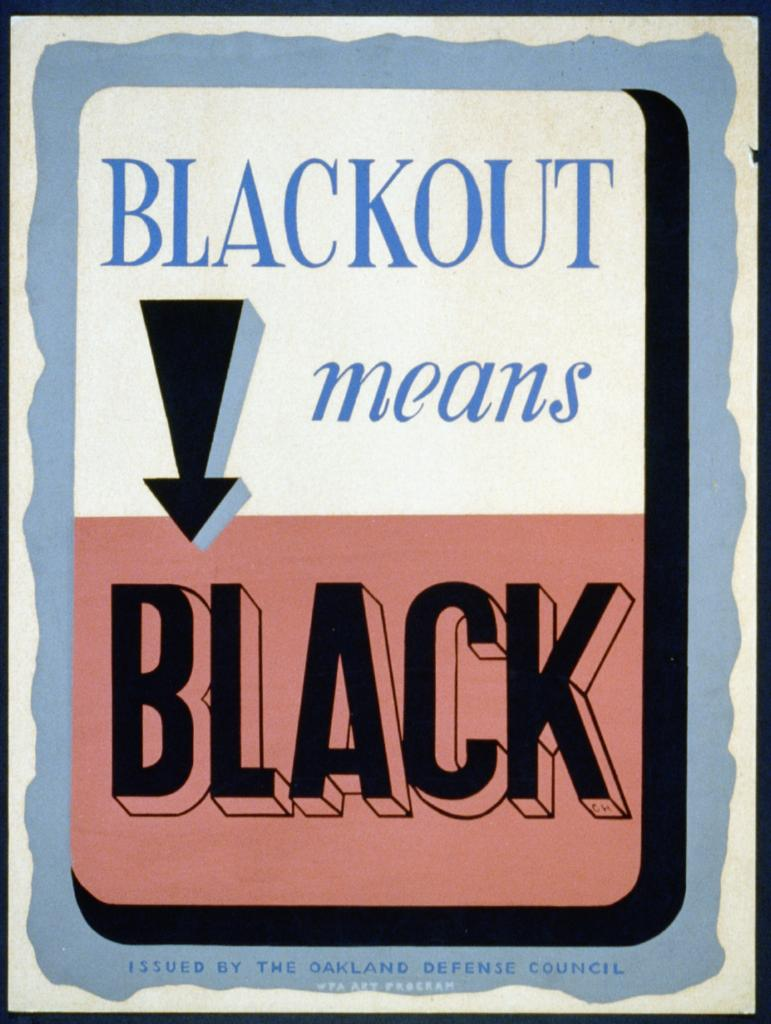
Poster statunitense della seconda guerra mondiale, che ricorda alla popolazione l'oscuramento per la difesa civile

L'oscuramento, durante una guerra o in preparazione per un'attesa guerra, è la pratica di ridurre collettivamente la luce esterna, compresa la luce diretta verso l'alto (o riflessa). È stato attuato nel XX secolo per evitare che gli equipaggi di aerei nemici fossero in grado di volare a vista verso i loro obiettivi, ad esempio durante il blitz di Londra del 1940. Nelle regioni costiere, una spiaggia sul lato oscurato dalle luci della città aiuterebbe anche a proteggere le navi dall'essere viste e attaccate dai sottomarini nemici.
Le luci possono essere semplicemente spente, o a volte la luce può essere tenuta accesa e minimizzata catramando le finestre delle più grandi strutture pubbliche. Nella seconda guerra mondiale, una tenda catramata è stata utilizzata per mantenere la luce all'interno. Dipingendo le finestre si può procurare un semi-permanente stato di oscuramento; ad esempio, durante la seconda guerra mondiale la stazione ferroviaria di New York, il Grand Central Terminal, venne totalmente catramata per ottenerne un buon oscuramento, che è stato completamente rimosso solo nel 2009.

## Prima guerra mondiale
I piani per oscurare le città costiere britanniche in caso di guerra furono elaborati nel 1913 da Winston Churchill visto che durante questo periodo, ricopriva il ruolo di Primo Lord dell'Ammiragliato; questi piani furono attuati il 12 agosto 1914, otto giorni dopo l'entrata in guerra del Regno Unito. Il 1º ottobre 1914, il Commissario della Metropolitan Police Service ordinò che le luci esterne luminose dovevano essere spente o oscurate nella zona residenziale di Londra mentre i lampioni dovevano essere dipinti di nero. In altri luoghi del Regno Unito, la questione fu lasciata alle autorità locali. In seguito alla campagna di bombardamento strategico tedesca agli inizi del 1915, la gente comune nelle città che non erano state ancora oscurate crearono un caos generale, alcuni lampioni furono distrutti pensando che potesse attirare un raid aereo. Le restrizioni imposte dall'oscuramento furono estese a tutta l'Inghilterra nel febbraio 1916.
In Francia, l'oscuramento fu impiegato per Parigi all'inizio della produzione dei Zeppelin in tempo di guerra nella primavera del 1915, per un certo periodo di tempo fu dismesso ma venne reintrodotto nella primavera del 1918 quando i tedeschi iniziarono ad utilizzare i bombardieri pesanti contro la città. In Germania, l'oscuramento fu imposto solo in un'area a 150 km dietro al fronte occidentale.

## Seconda guerra mondiale

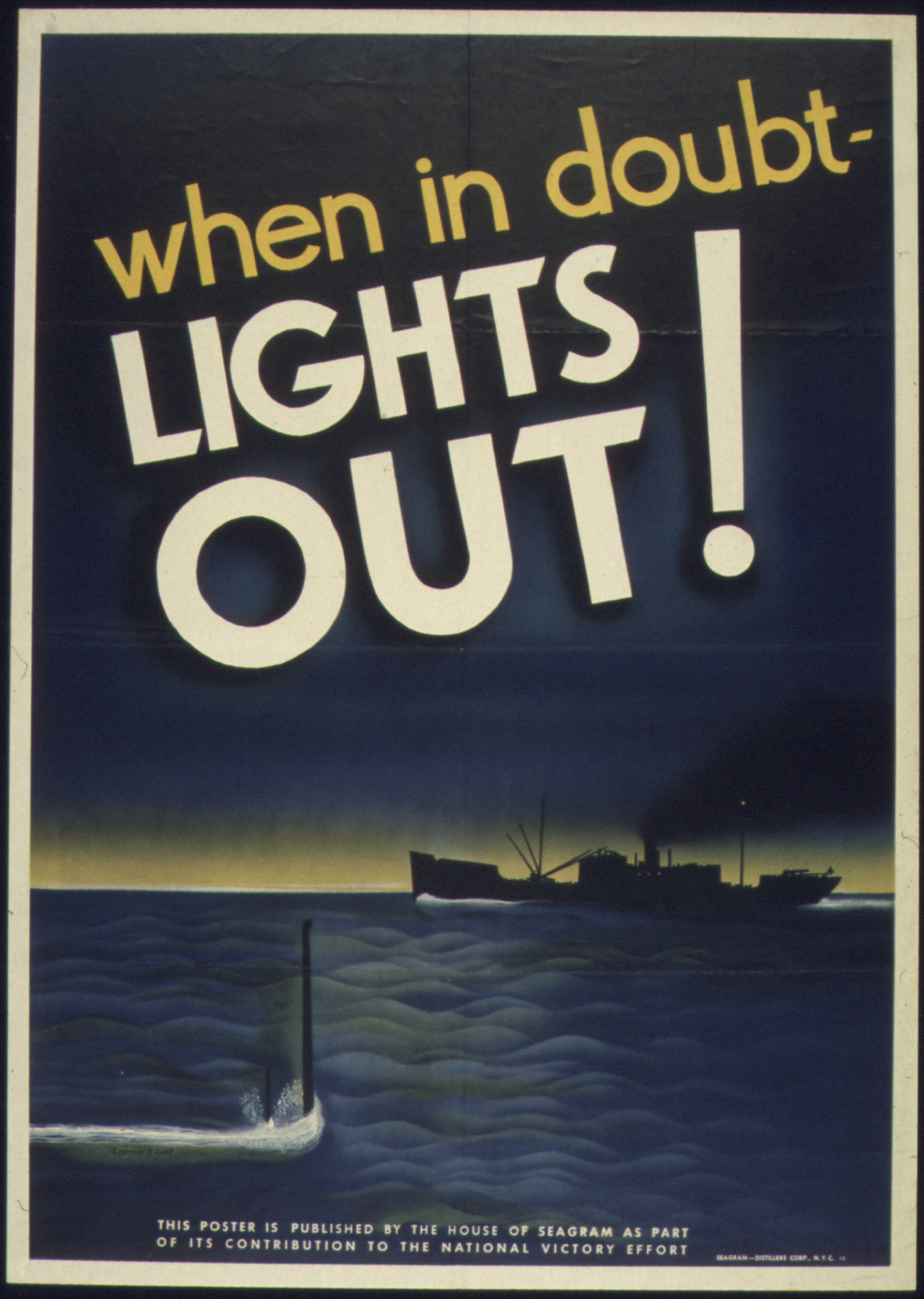
Altro poster che suggerisce l'oscuramento

L'esperienza britannica servì come esempio di oscuramento forzato.
L'Air Ministry (il Ministero dell'aria) aveva previsto che la Gran Bretagna avrebbe sofferto bombardamenti aerei notturni che erano in grado di provocare un gran numero di vittime civili e distruzioni di massa. Fu riconosciuto che la navigazione e il targeting sarebbero stati maggiormente difficili se le luci artificiali sul terreno avessero potuto essere spente. Già nel luglio 1939, un foglietto illustrativo per il pubblico (parte della letteratura di formazione dell'Air Raid Precautions - ARP) avvertì della necessità di una disciplina popolare per garantire che i regolamenti per l'oscuramento fossero stati completamente applicati durante i periodi previsti.
Gli oscuramenti regolamentati furono imposti già dal 1º settembre 1939, prima della dichiarazione di guerra. Ciò richiese che tutte le finestre e le porte fossero ricoperte di notte con materiale adatto, come tendaggi pesanti, cartone o vernice, per evitare la fuga di qualsiasi barlume di luce che avesse potuto aiutare gli aerei nemici. Il governo assicurò la disponibilità dei materiali necessari. Luci esterne, come lampioni ed insegne, furono spente o ne fu diminuita l'intensità, o furono schermati deviando la luce verso il basso. Le luci essenziali, quali i semafori e i fari dei veicoli furono dotate di coperture scanalate per deviare verso il basso il loro fascio.
Negozi e fabbriche ebbero particolari problemi. Le fabbriche con ampie aree vetrate trovarono impossibile l'installazione di pannelli temporanei oscuranti, e anche i metodi permanenti (come ad esempio l'utilizzo di vernici) non potevano essere adottati poiché avrebbero impedito l'ingresso della luce naturale durante il giorno. I negozi dovettero installare doppie porte per evitare che le luci diventassero visibili all'entrata e all'uscita dei clienti.
L'oscuramento fu imposto da guardie civili dell'ARP, che avevano il compito di assicurare che da nessun edificio uscisse il benché minimo spiraglio o bagliore di luce. I trasgressori erano suscettibili di sanzioni penali severe.
Restrizioni oscuranti aumentarono notevolmente i pericoli durante la guida notturna e di conseguenza il numero dei decessi. Come risultato, alcuni aspetti furono attenuati e i limiti di velocità furono abbassati. Il previsto aumento dei tassi di criminalità non si verificò.
Quando la capacità bellica tedesca diminuì, nel settembre 1944, vi fu il permesso di poter avere un'illuminazione pari a quella della luna. Un oscuramento totale comunque sarebbe stato richiesto immediatamente nel caso di allarme. L'illuminazione stradale fu permessa dal mese di aprile del 1945 e il 30 aprile il Big Ben ritornò a essere illuminato dopo che era rimasto spento per 5 anni e 123 giorni.

Animazione raffigurante la sagoma di un mercantile di fronte alle luci di New York

Gli Stati Uniti non furono esposti ad attacchi aerei, ma lungo la costa atlantica la mancanza di un oscuramento costiero permetteva l'illuminazione delle navi alleate potenzialmente esposte ad attacchi da parte dei sottomarini tedeschi. Le comunità costiere rifiutarono l'imposizione di oscurare i loro locali, citando potenziali danni al turismo. Il risultato fu una perdita disastrosa del trasporto marittimo, soprannominato dai sommergibilisti tedeschi come il Second Happy Time (il "secondo momento felice"), durante l'operazione Paukenschlag.

## Oggigiorno
I vantaggi dell'oscuramento contro gli attacchi aerei sono oramai in gran parte annullati di fronte a un nemico che ha a sua disposizione tecnologie molto più sofisticate. Già durante la seconda guerra mondiale, gli aerei utilizzavano fasci di onde radio per la radionavigazione (vedi ad esempio la "Battle of the Beams"), e gli obiettivi venivano rilevati da radar aria-terra (come ad esempio l'H2X). Oggigiorno, non solo esistono specifici occhiali per la visione notturna degli equipaggi di volo, ma sofisticati sistemi satellitari globali di navigazione consentono di trovare facilmente un bersaglio statico da aerei o da missili guidati.